# Griessheim

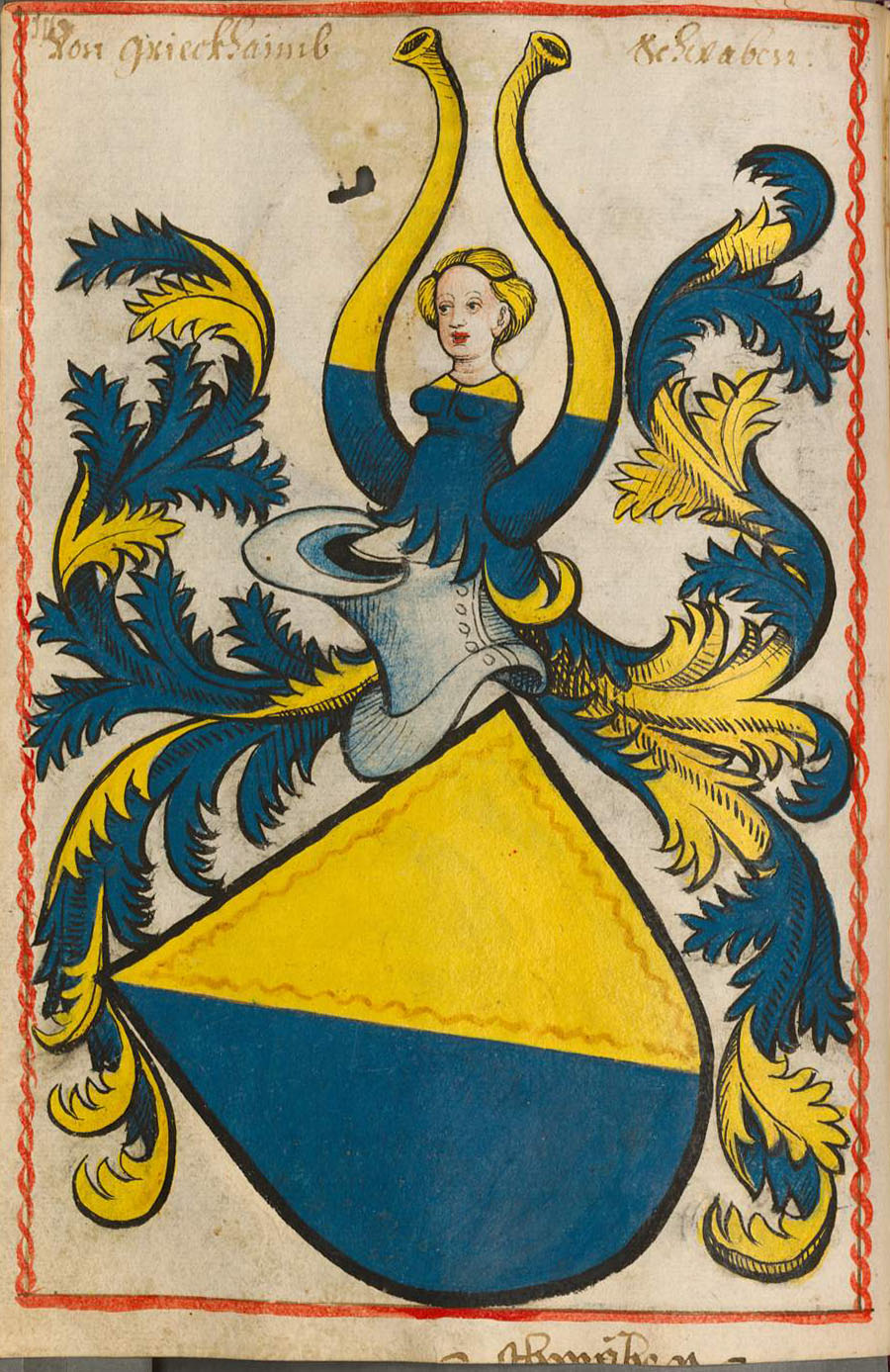
Wappen derer von Grießheim

Die Herren von Grießheim, auch von Griessen genannt, waren ein süddeutsches Rittergeschlecht, das seinen Ursprung in Grießen (Klettgau) hatte.

## Herkunft
Das Rittergeschlecht von Grießheim erscheint erstmals 1050 mit Witilo von Giesen/von Grießheim und 1096 mit Hiltiboldo de Criseheim der dem Kloster Allerheiligen Güter in Bahlingen verkaufte. Urkundliche Nachweise / Regesten gibt es in der Zeit von 1124 (1096) bis in das 16. Jahrhundert. Ihren Ursprung haben die Herren von Grießheim in Griessen, in der Burg Grießen im Klettgau, so dass sie in diversen Urkunden auch „von Griessen“ und nicht „von Grießheim“ benannt werden. Das Geschlecht war sowohl in Tiengen als auch in Waldshut sesshaft. Ihre Besitzungen lagen zerstreut im Klett- und Albgau.
Der Historiker Joseph Bader vermutete, dass die Herren von Griessheim einem Nebenzweig der Dynasten von Weissenburg entstammen, deren gleichnamiger Stammsitz, die Weißenburg sich bei Weisweil im Klettgau befand.
Detaillierte Angaben zu diesem Geschlecht sind u. a. in dem Oberbadischen Geschlechterbuch, und im Neujahrsblatt der Stadtbibliothek Winterthur von Emil Stauber dargelegt.
Weitere Regesten sind in den Staatsarchiven der Kantone Zürich, Schaffhausen und Aargau zu finden. In der Kirche von Hausen bei Ossingen befindet sich eine Grabplatte des Hans von Griessen, Herr zu Widen, verstorben 1432.

## Wappen
Das Stammwappen zeigt einen von Gold über Blau schrägrechts geteilten Schild. Auf dem Helm mit blau-goldenen Decken zwischen zwei von Gold über Blau geteilten Büffelhörnern der wachsende Rumpf einer Jungfrau mit zusammengestecktem blonden Haar, deren blaues Kleid oberhalb der Brust golden ist.

## Geschichte
Im Jahr 1124 machte Bernhard von Grießheim eine umfangreiche Schenkung an Wilperz von Rheinau de Alpegau nobilitate. Anderen Aussagen zur Folge erscheint bereits 1096 ein Hiltiboldus von Grießheim in Verbindung mit dem Kloster Allerheiligen in Schaffhausen, welcher dem Kloster ein Feld zu seinem Seelenheil übertrug.
Eine Urkunde, betreffend den Herren von Grießheim aus dem Jahre 1229, birgt eine Seltenheit. Seine Frau Gertraut trennte sich von ihrem Mann Ulrich und beschloss in das Kloster Berau einzutreten. Dabei nahm sie die Pfründe ihres Wittumguts in Anspruch, welches ihr Mann Ulrich und dessen Sohn nicht herausgeben wollten, was schlussendlich zum Streit zwischen den Herren von Grießen und dem Kloster Berau führte. Grund für den Streit war nicht etwa die Trennung, sondern die durch den Beitritt in das Kloster verbundene Schenkung Gertrauts. Die Pfründe, die Gertraut in Anspruch nahm, war zugleich die Pfründe des Klosters in das sie selbst beitrat. Unter Abt Hermann II. des Klosters St. Blasien konnte schließlich zwischen dem Kloster Berau und den Edlen von Grießen ein Vergleich erzielt werden. Ulrich erhielt die Pfründe zurück, musste im Gegenzug auf das Vogtrecht für gewisse Klostergüter verzichten. Wie es scheint waren die Einkommensverhältnisse derer von Grießen zu dieser Zeit recht gering, was eventuell den Ausschlag dafür gegeben hatte, dass sich seine Frau von ihm trennte, um im Kloster mit dem nötigsten versorgt zu werden. Dies war zur damaligen Zeit keine Seltenheit und mit dem erzielten Vergleich konnte somit die Familie überleben. Ulrich und dessen Sohn hielten sich jedoch nicht an die Absprache und gaben die Vogteirechte nicht auf. Darüber hinaus beuteten sie die Klosterleute aus, wodurch es nun zur öffentlichen Verhandlung in Tiengen kam.
In den Jahren 1251, 1262, 1264, 1266, 1270, 1276, 1279, 1280, 1282, 1285 treten die Herren von Grießheim in diversen Urkunden als Zeugen in Urkunden der Herren von Höwen, der Herren von Krenkingen, Gottfried III. von Habsburg-Laufenburg, der Herren von Gutenburg, des Klosters St. Blasien, der Stadt Waldshut, des Jakobus Edler von Wessenberch und der Herren von Tiefenstein, auf. Danach erlosch der Hauptstamm der Edelfreien Herren von Grießheim, doch in zahlreichen Nebenlinien erhielt sich der Namen fort.
In dem Bericht zum Zustand der Burg Hauenstein 1473 wird ein Wilhelm von Grießen († 1515 in Waldshut) als Lehnsmann Karls der Kühnen genannt, demnach besaß er die “Vorburg”. Sein Sohn, Rudolf von Grießen war von 1494 bis 1499 Waldvogt. Die Waldvögte residierten schon vor dem Brand der Burg Hauenstein 1503 nicht mehr auf dieser, sondern in Waldshut im Waldvogteiamt.
Auch im Elsass waren Mitglieder des Geschlechtes ansässig. Achatius von Grießen / Grießheim war von 1476 bis 1489 Abt der Fürstabtei Murbach.

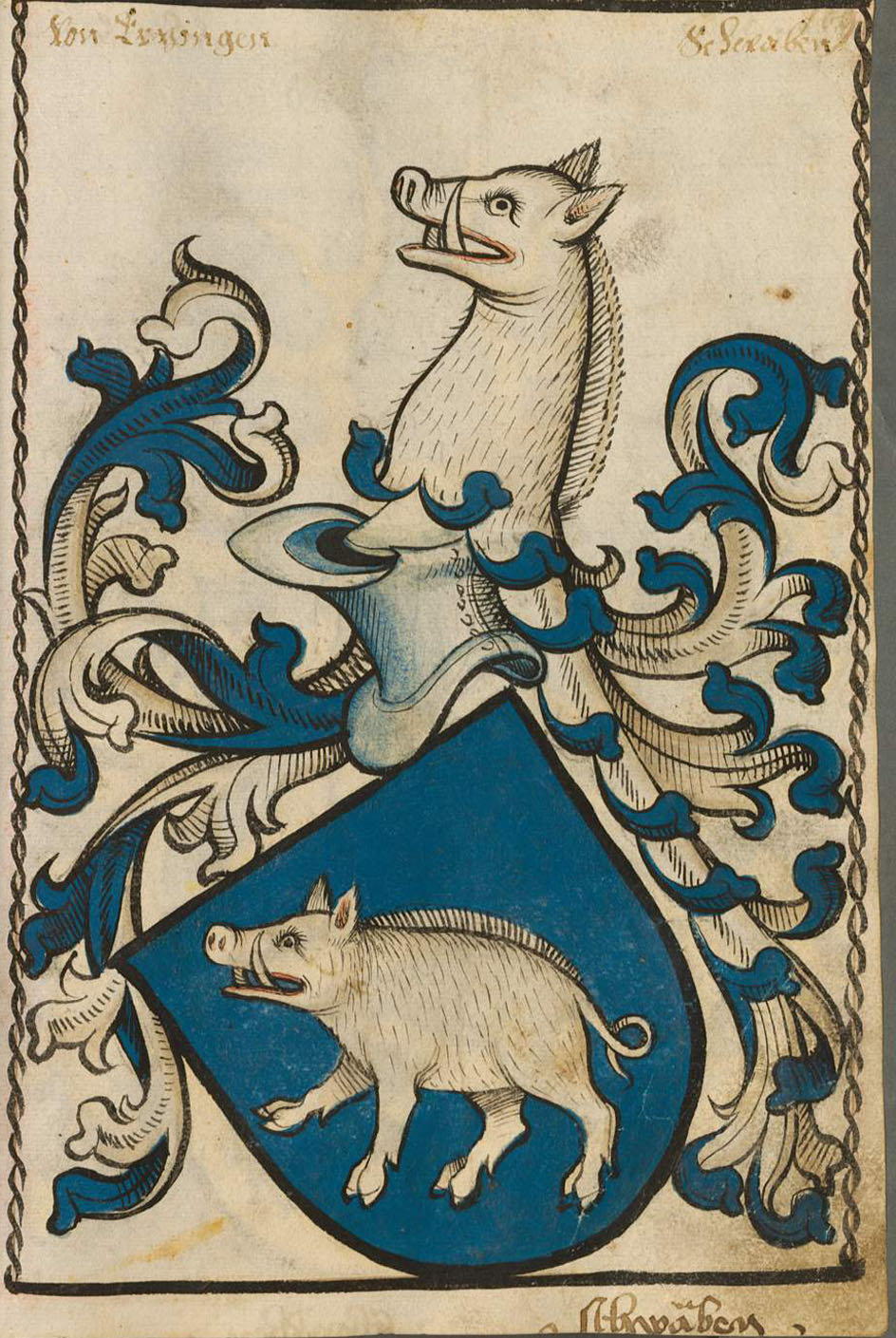
Wappen derer von Erzingen

Im vierzehnten Jahrhundert findet ein wahrer Ausverkauf von Grießheimischen Besitzungen und Rechten statt. Mehrheitlich treten dabei als Käufer die verschiedenen Klöster wie das Kloster St. Blasien, die Deutschordenskommende Beuggen und Klingnau, das Kloster Berau aber auch das Kloster Reichenau auf. So verkauften Gotfried von Grießen und dessen Tochter Anna am St. Lorenztag des Jahres 1350 auch ihren Hof in Steinbach für 60 Mark Silber der Deutschordenskommende in Klingnau. In der Regeste heißt es: „Gotfrid von Griezheim ze Tüngen sesshaft, und seine Tochter, frow Anna, wirthine herr Johan Wernhers von Rynach, versetzen für 60 M.S. ihren Hof zu Steinbach. Geben am mitwuchen nach St. Lorenz.“  Dieser Hof wurde vermutlich später in zwei Höfe aufgeteilt, wovon Bastian Schäfer eine Hälfte im Jahre 1538 erwarb.
Mit der Heirat Wilhelm von Grießen und der Appolonia von Erzingen kamen die Herren von Grießen an Besitzungen in direkter Nachbarschaft. Am 16. November 1489 verkaufte das Ehepaar Besitzungen in Birkingen. Eine Regeste dieser Urkunde lautet wie folgt: „Wilhelm von Grießen und seine Gattin Appolonia, geborene von Erzingen, bekennen, dass sie mit Zustimmung ihrer Schwiegermutter bzw. Mutter, der Frau Urselen von Erzingen, geborene von Höwdorff, an Hans Mutz zu Waldshut einen Vogtrechtszins von 3 Pfd. 7 Schilling Heller auf dorf und ganzer Gemeinde zu Birckingen, wie diese von ihrem Schwäher bzw. Vater Jörg von Erzingen an sie gekommen sind, um 67 Pfund Heller Konstanzer Währung verkauft haben. Es siegeln der Aussteller, Hans Imhoff, Altschultheiss, und Greorgius Autenriet, genannt Vogt, Schultheiss zu Waldshut. Geben mentag nach Sant Martins tag.“ Durch seine Gemahlin Appolonia von Erzingen erhielt Wilhelm von Griessen durch den römisch-deutschen König Maximilian I. im Jahre 1499 das Lehen in Gurtweil verliehen. 1502 wurde Wilhelm sanktblasianischer Vogt zu Gutenburg. 1520 musste Wilhelm von Grießen von Geldnöten verfolgt das Lehen Gurtweil an St. Blasien verkaufen.
Kurze Zeit nach 1520 starb Wilhelm von Grießen und somit erlosch das Geschlecht derer von Grießheim / Grießen im Mannesstamm.

## Burgen und Sitze der Herren von Grießen
- Iburg (Görwihl) (vermutet)
- Burg Hauenstein oberhalb Hauenstein (a.Rhein) bis 1972 kleinste Stadt der BRD, heute Ortsteil der Stadt Laufenburg a.Rhein, in Baden
- Schloss Gurtweil
- Schloss Girsberg in der Gemeinde Stammheim
- Schloss Wyden
- Schloss Griessen
- Burg Altikon in Altikon (vor 1372 bis 1454 und kurzzeitig nochmals ab 1474)[17]